# Limnichus brevior
Limnichus brevior är en skalbaggsart som beskrevs av Leon Fairmaire 1898. Limnichus brevior ingår i släktet Limnichus och familjen lerstrandbaggar. Inga underarter finns listade i Catalogue of Life.